# Olga Tulbure-Secară
Olga Tulbure-Secară (n. 1856, România – d. mai 1927, SUA) a fost prima femeie student la medicină din România.

## Date biografice
În 1880, după moarte soțului, devine prima studentă la o Facultatea de Medicină din România (Maria Cuțarida-Crătunescu începuse să studieze Medicina înaintea sa, doar că în Elveția și apoi în Franța). Termină medicina abia în 1893 din cauza problemelor de sănătate.
A lucrat la Institutul surorilor de caritate din București și apoi la spitalul din Techirghiol. Și-a dorit să lucreze la clinica infantilă de la Universitatea București dar a fost respinsă pentru că în acele vremuri femeile nu aveau dreptul să voteze în senatul universității.
În ultima parte a vieții a lucrat în Franța și mai apoi în SUA, la Los Angeles. S-a stins din viață la 71 de ani iar cenușa i-a fost aruncată, ca ultimă dorință, deasupra Bucureștiului. 